# Belice en los Juegos Olímpicos de Río de Janeiro 2016
Belice participó en los Juegos Olímpicos de Río de Janeiro 2016 con un total de tres deportistas, que compitieron en dos deportes. El atleta Brandon Jones fue el abanderado en la ceremonia de apertura.

## Participantes

### Atletismo
| Atleta        | Evento                             | Eliminatoria | Eliminatoria | Semifinal | Semifinal | Final     | Final     |
| Atleta        | Evento                             | Resultado    | Posición     | Resultado | Posición  | Resultado | Posición  |
| ------------- | ---------------------------------- | ------------ | ------------ | --------- | --------- | --------- | --------- |
| Brandon Jones | 200 metros masculinos              | 21.49 MT     | 8            | No avanzó | No avanzó | No avanzó | No avanzó |
| Katy Sealy    | 100 metros con obstáculos femenino | 15.79        | 7            | No avanzó | No avanzó | No avanzó | No avanzó |

### Judo
| Atleta       | Evento           | Primera ronda | Segunda ronda        | Cuartos de final | Semifinales | Repechaje | Final / MB | Final / MB |           |
| Atleta       | Evento           | Resultado     | Resultado            | Resultado        | Resultado   | Resultado | Resultado  | Posición   |           |
| ------------ | ---------------- | ------------- | -------------------- | ---------------- | ----------- | --------- | ---------- | ---------- | --------- |
| Renick James | 90 kg masculinos | Exento        | Uera (NRU) P 000–100 | No avanzó        | No avanzó   | No avanzó | No avanzó  | No avanzó  | No avanzó |